# Gaetán
Gaetán es una localidad uruguaya del departamento de Lavalleja. 

## Ubicación
La localidad se encuentra situada en la zona suroeste del departamento de Lavalleja, entre los arroyos Tupambay y Gaetán, y junto a la ruta 40. Dista 40 km de la capital departamental, Minas.

## Población
Según el censo de 2011, la localidad contaba con una población de 49 habitantes.
| 49            |
| (Fuente: INE) |